# Euryopa opacipennis
Euryopa opacipennis är en skalbaggsart som först beskrevs av Maurice Pic 1926.  Euryopa opacipennis ingår i släktet Euryopa och familjen Phengodidae. Inga underarter finns listade i Catalogue of Life.